# 1989 (Taylor’s Version)
1989 (Taylor’s Version) — четвёртый перезаписанный альбом американской певицы и автора-исполнителя Тейлор Свифт, вышедший 27 октября 2023 года на лейбле Republic Records. Он представляет собой перезапись пятого студийного альбома Свифт 1989 (2014) и следует за альбомом Speak Now (Taylor’s Version), выпущенным в июле 2023 года. Перезапись является частью противодействия Свифт в её споре о праве собственности на мастер-записи её старой дискографии, начавшемся в 2019 году.
Альбом был анонсирован 9 августа 2023 года на последнем лос-анджелесском шоу в рамках продолжающегося концертного тура Свифт Eras Tour. Два трека из альбома — «Wildest Dreams (Taylor’s Version)» и «This Love (Taylor’s Version)» — вышли 17 сентября 2021 года и 6 мая 2022 года, соответственно. Они оба вошли в Топ-50 Billboard Hot 100. В альбом вошли пять ранее не издававшихся композиций «From the Vault».
После выхода 1989 (Taylor’s Version) получил единодушное одобрение музыкальных критиков, которые особо отметили элегантное производство, композиции из хранилища и вокал Свифт. Он возглавил чарты в Великобритании, Австралии, Канаде, Финляндии, Франции, Германии, Ирландии, Италии, Норвегии и Швеции. В США он стал 13-м чарттоппером.
Песни из альбома заняли семь мест в Топ-10 Billboard Hot 100, включая первые три: «Is It Over Now?» (11-й чарттоппер Свифт), «Now That We Don’t Talk» (№ 2) и «Slut!» (№ 3). Свифт стала первой женщиной с тремя синглами № 1 и тремя альбомами № 1 за один год (последний раз такое было в 1970 году у группы Jackson 5).
В 2024 году Apple Music поместил альбом на 18-е место в списке 100 Best Albums. Критики часто называют 1989 год «Библией поп-музыки» (The Pop Bible) за его огромное влияние на музыкальную индустрию.

## История
Тейлор Свифт выпустила свой пятый студийный альбом 1989 27 октября 2014 года на лейбле Big Machine Records. Вдохновлённая синти-попом 1980-х годов, Свифт задумала 1989, чтобы переориентировать своё творчество на поп-музыку после того, как её первые четыре альбома были ориентированы на кантри-радио. Альбом имел коммерческий и критический успех, получил положительные отзывы музыкальных критиков и был продан тиражом более 1,287 млн экземпляров за первую неделю продаж в США. Три сингла альбома — «Shake It Off», «Blank Space» и «Bad Blood» — достигли первого места в Billboard Hot 100. Свифт стала первым музыкантом, чьи три альбома разошлись тиражом по одному миллиону экземпляров за первую неделю. 1989 стал первым альбомом, выпущенным в 2014 году, который разошёлся тиражом более одного миллиона экземпляров и возглавлял Billboard 200 11 недель. На 58-й ежегодной церемонии вручения премии «Грэмми» (2016) альбом получил награды «Альбом года» и «Лучший поп-вокальный альбом», что позволило Свифт стать первой исполнительницей, которой удалось дважды победить в первом случае.
Свой следующий студийный альбом Reputation (2017) Свифт выпустила под знаком лейбла Big Machine в соответствии со своим контрактом, который истёк в ноябре 2018 года. После этого она покинула Big Machine и подписала новый контракт с Republic Records, который обеспечивал ей право на владение мастер-записями всех новых музыкальных произведений, которые она будет выпускать. В 2019 году американский бизнесмен Скутер Браун приобрёл Big Machine, к нему перешли права на мастер-записи первых шести студийных альбомов Свифт, включая 1989. В августе 2019 года Свифт осудила покупку Брауна и объявила, что перезапишет свои первые шесть студийных альбомов, чтобы самой владеть их мастер-записями. Свифт начала процесс перезаписи в ноябре 2020 года. Первый из шести перезаписанных альбомов — Fearless (Taylor’s Version) — вышел 9 апреля 2021 года, затем Red (Taylor’s Version) — 12 ноября 2021 года и Speak Now (Taylor’s Version) — 7 июля 2023 года. Все три альбома имели коммеречский и критический успех, заняв первые места в чарте Billboard 200.
Свифт начала выкладывать тизеры 1989 (Taylor’s Version) с песни «Wildest Dreams (Taylor’s Version)», выпущенной 17 сентября 2021 года на фоне вирусного тренда TikTok с участием оригинальной записи песни 2014 года. Песня «This Love (Taylor’s Version)» была выпущена на цифровых платформах 6 мая. Фрагмент песни «Bad Blood» прозвучал в анимационном фильме «DC Лига Суперпитомцы» в 2022 году. В клипе 2023 года на песню «I Can See You» было пасхальное яйцо, намекающее на перезапись 1989.

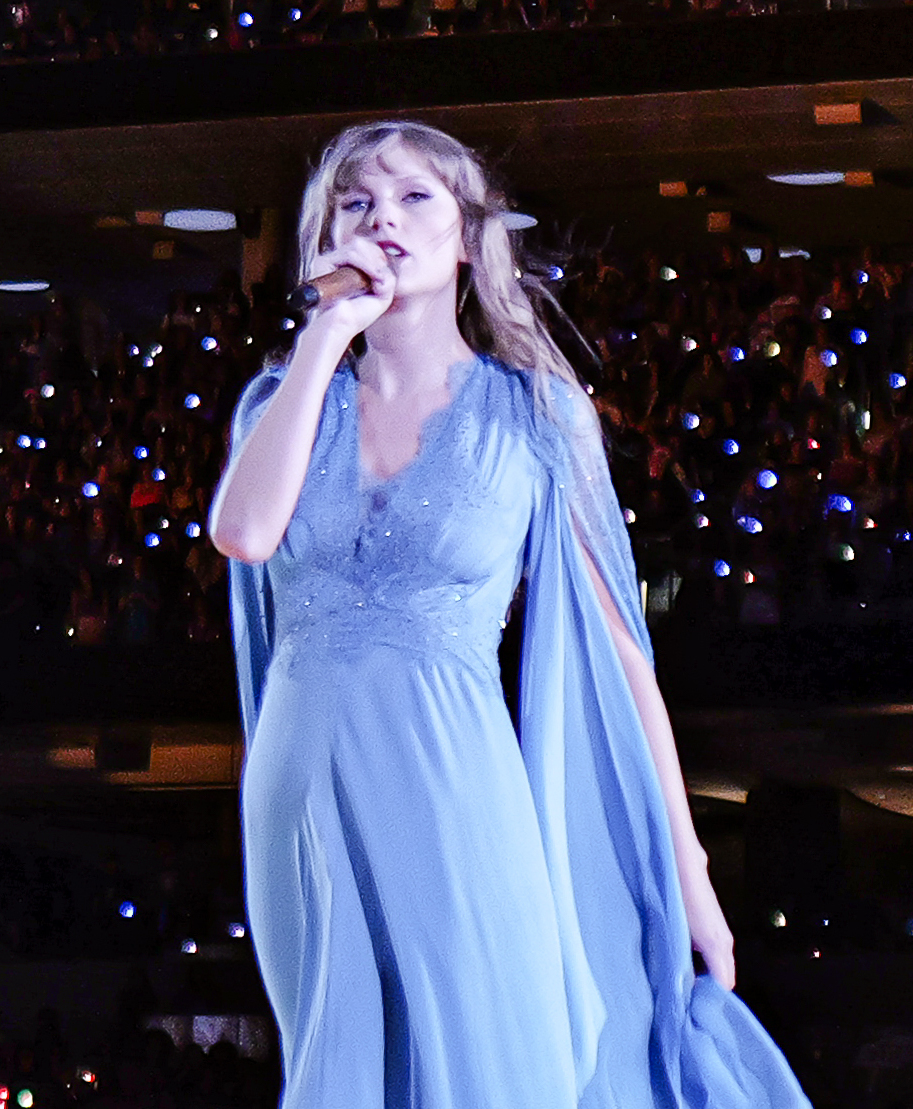
9 августа 2023 года Свифт выступила в новом синем платье в рамках турне Eras Tour на Соу-Фай Стэдиум, предваряя анонс альбома.

9 августа 2023 года на заключительном выступлении в Лос-Анджелесе в рамках своего шестого концертного тура Eras Tour Свифт объявила 1989 (Taylor’s Version) своим следующим перезаписанным альбомом, релиз которого намечен на 27 октября 2023 года, через девять лет после выхода оригинального альбома 1989. Поклонники предполагали, что о перезаписи альбома будет объявлено 9 августа, поскольку в США этот день пишется как «8/9», что отсылает к «89» в названии альбома 1989 и означает ровно восемь лет, девять месяцев и тринадцать дней с момента выхода оригинального альбома.

## Запись
Стандартное издание 1989 (Taylor’s Version) состоит из 21 трека: перезаписи 13 песен со стандартного издания 1989 (2014), перезаписи трех бонус-треков с оригинального делюкс-издания и пяти ранее не издававшихся песен «From the Vault», которые были написаны для альбома 2014 года, но исключены из окончательного трек-листа. Перезаписи ремикса «Bad Blood» (2015) с участием американского рэпера Кендрика Ламара и «Sweeter Than Fiction» (2013), песни, которую Свифт и Джек Антонофф написали для саундтрека к фильму «One Chance» (2013), были включены в расширенное издание 1989 (Taylor’s Version) в качестве бонус-треков.
Большинство перезаписанных треков были спродюсированы Свифт и Кристофером Роу. Остальные были спродюсированы совместно их первоначальными продюсерами — Антоноффом, Райаном Теддером, Ноэлем Занканеллой и Имоджен Хип. Шведский продюсер Shellback, создавший несколько песен в альбоме 2014 года вместе с Максом Мартином, вместе со Свифт и Роу спродюсировал «Wildest Dreams (Taylor’s Version)», в то время как Мартин не принимал участия в создании перезаписи. Все композиции альбома были написаны и спродюсированы Свифт и Антоноффом, за исключением «Say Don’t Go», которая была написана в соавторстве с американским автором песен Дайаной Уоррен.

## Композиции
1989 (Taylor’s Version) — это синти-поп релиз. Его звучание обусловлено тягучими мелодиями, бурлящими синтезаторы и тяжелой перкуссией. По мнению NME альбом представляет собой музыку инспирированную синти-попом 1980-х годов, но отличается уникальным звучанием, а не «китчевым пастишем» ретро-влияний. По мнению различных критиков, единственным звуковым отличием между 1989 и 1989 (Taylor’s Version) является вокал Свифт, который стал технически более сильным и насыщенным. По мнению Clash перезапись отличается «более чистым» инструментарием, а вокал Свифт — «один из лучших в её исполнении». Критик Slant Magazine Джонатан Киф отметил незначительные изменения: щелкающий звук ручки в «Blank Space» менее похож на пружину шариковой ручки, вокал «ah-ah-ah» в хуке «New Romantics» более стаккато, эффект реверберации в песне «Out of the Woods» более заметен, а тембр гитары в песне «Style» изменён. В отличие от предыдущих перезаписей Свифт в 1989 (Taylor’s Version) не было новых приглашенных вокалистов.

### Песни «From the Vault»
По мнению различных критиков, звучание пяти новых песен, вошедших в альбом как «From the Vault» («Из хранилища»), напоминает 1980-е годы в музыке — вдохновленное звучание оригинального 1989. По мнению Келси Барнс из The Line of Best Fit треки из хранилища относятся к разным поп-поджанрам, аналогичным записи 2014 года. Однако, Крис Уиллман из Variety' посчитал, что элементы продюсирования были не совсем удачными. Уиллман считает, что на некоторые продюсерские элементы треков из хранилища, похоже, повлиял десятый студийный альбом Свифт Midnights (2022).
«Slut!», название которого является отсылкой к слатшеймингу Свифт как публичной фигуре, с которой она сталкивалась на протяжении многих лет, посвящена романтическим отношениям, которыми Свифт гордится и поэтому не беспокоится о том, как на них посмотрит окружающий мир. Композиция написана как «мечтательная», медленная, среднетемповая поп-песня, с синтезаторами и целым рядом других инструментов.
«Say Don’t Go» — это чувственная «высокодраматическая» песня с гимническим припевом и изолированными вокальными партиями. Свифт поет об уходе возлюбленного под «грохочущие» барабанные биты.
«Now That We Don’t Talk» — самая короткая песня в дискографии Свифт, демонстрирующая её «придыхательный» фальцет. Лирически в ней Свифт «уносится прочь» от душевной боли.
В треке «Suburban Legends» изображён обнадеживающий, но бесплодный роман. В нём по словам Джеффа Нельсона из People звучат прыгающие аккорды и аутро из рассеивающихся синтезаторов в стиле «перезвона ветра».
Песня «Is It Over Now?» это интроспективная песня, повествующая о завершении отношений, в ней говорится об ошибках, совершенных обоими партнерами, а также о различных других «чувствах незавершенного дела», «жестоких воспоминаниях» и признаниях. В музыкальном плане песня построена на «странном пронзительном семпле» хука, а в вокальном плане отличается захватывающей подачей с придыханием, создающей ощущение безотлагательности в сочетании с устойчивыми барабанными ритмами, что дополнительно подчеркивается плотной внутренней рифмой.

## Релиз и продвижение
1989 (Taylor’s Version) вышел 27 октября 2023 года и стал четвёртым перезаписанным альбомом Свифт. Он содержит 21 трек, пять из которых обозначены как «From the Vault», что означает неизданные песни, которые были написаны для 1989, но не попали в окончательный трек-лист в 2014 году. Делюкс-издание с перезаписанным ремиксом на песню «Bad Blood» с участием Кендрика Ламара в качестве бонус-трека было выпущено в качестве релиза-сюрприза на платформах потокового вещания и цифрового скачивания спустя несколько часов после выхода стандартного альбома. Физически перезапись альбома вышла в форматах винила, кассеты и CD. Помимо стандартного издания CD, для предварительного заказа были доступны четыре делюкс-издания CD, каждое из которых отличалось оформлением обложки, цветом и включало один из четырёх наборов из пяти двусторонних карточек с фотографиями и текстами песен, а также пять вариантов винила, один из которых — Target-эксклюзивный делюкс, включающий также песню «Sweeter than Fiction (Taylor’s Version)». Через несколько минут после выхода альбома на стриминговых платформах Apple Music и Spotify произошёл сбой из-за большого трафика.
19 сентября 2023 года в поисковике Google Search стартовала охота за пасхальными яйцами для поиска названий треков альбома «From the Vault». При поиске по слову «Taylor Swift» появляется анимированная графика синего хранилища, при нажатии на которую появляется одна из 89 словесных головоломок с подсказкой к каждой. Официально названия будут объявлены после того, как в мире будет разгадано 33 миллиона головоломок. Через несколько часов после запуска функционал потерпел крах. В течение следующего дня было решено 33 миллиона головоломок, и были раскрыты четыре из пяти названий треков, вошедших в «Хранилище» («From the Vault»): «Is It Over Now?», «Now That We Don’t Talk», «Say Don’t Go» и «Suburban Legends». Свифт также разместила в социальных сетях короткое изображение хранилища с появляющимися из него символами «T-S-!-U-L», что, по мнению поклонников и журналистов, является тизером к ещё не представленному пятому треку «From the Vault». Вскоре после этого Свифт опубликовала заднюю сторону обложки альбома, на которой был изображен трек-лист; было подтверждено, что трек «Slut!» является треком, о котором шла речь.

## Отзывы
| Совокупная оценка   | Совокупная оценка |
| Источник            | Оценка            |
| ------------------- | ----------------- |
| Album of the Year   | 89/100            |
| AnyDecentMusic?     | 8.1/10            |
| Metacritic          | 90/100            |
| Оценки критиков     |                   |
| Источник            | Оценка            |
| AllMusic            | [ 63 ]            |
| Clash               | [ 34 ]            |
| The Daily Telegraph | [ 30 ]            |
| The Guardian        | [ 29 ]            |
| The Independent     | [ 32 ]            |
| Line of Best Fit    | [ 33 ]            |
| NME                 | [ 31 ]            |
| Paste               | [ 64 ]            |
| Pitchfork           | [ 65 ]            |
| Rolling Stone       | [ 40 ]            |
| The Times           | [ 66 ]            |

1989 (Taylor’s Version) был единодушно высоко оценен критиками. На агрегаторе рецензий Metacritic на основе 15 отзывов критиков он получил оценку 90 из 100, что свидетельствует о «всеобщем признании».
Критик NME Холли Джерагти, Нейл Маккормик из The Telegraph и Людовик Хантер-Тилни из Financial Times назвали его лучшим альбомом Свифт. Джерагти назвала альбом состоящим из «восхитительно отточенных мелодий». Нейл Маккормик из The Telegraph заявил, что перезапись представляет собой «безупречный» и неотличимый ремейк с музыкально релевантными, «ловкими и умными» новыми треками. По словам Людовика Хантер-Тилни из Financial Times, альбом документирует «молодую взрослую жизнь, самый волнительный и полный ошибок период жизни человека, в тщательно продуманных условиях идеальной поп-песни». Уилл Ходжкинсон из The Times назвал альбом «поп-мастер-классом».
Эд Пауэр из I назвал его «ярким, дерзким, умным и запоминающимся» альбомом, демонстрирующим лучшие стороны искрометного песенного творчества Свифт.
Келси Барнс в статье The Line of Best Fit назвала альбом «элегантной поп-страстью» и отметила, что в перезаписи нет никаких резких изменений, «если и есть, то вокал Свифт стал мощнее и пронзительнее, чем когда-либо». Рэйчел Ароэсти из The Guardian назвала вокал Свифт «более богатым и зрелым, но при этом не отвлекающим» и считает, что треки из хранилища придают глубину классики. Критики Rolling Stone Энджи Марточчио и Марк Сазерленд высоко оценили более богатый голос Свифт и треки из хранилища; Марточчио заявил, что 1989 не подвергался серьёзной критике со стороны многих рокистских «охранителей культуры», такими как Pitchfork' в 2014 году, но её Taylor’s Version «сияет гораздо ярче», а Сазерленд сказал, что 1989 мог бы стать «величайшим поп-альбомом 1989 года» и он несомненно, стал величайшим поп-альбомом 2014 года", а Taylor’s Version «вполне может стать величайшим поп-альбомом 2023 года».
Дэвид Смит из Evening Standard и Алекса Берри из Clash также восхищались треками из хранилища. Смит написал: «Если она может оставлять такие вещи лежать годами, то неудивительно, что она так далеко опережает всех остальных». По словам Алекса Берри из Clash, «изысканные» треки из хранилища продолжают звуковой ландшафт 1989. В аналогичном ключе критик Paste Элизабет Браатен заявила, что треки из хранилища сделали 1989 (Taylor’s Version) лучшим перезаписанным альбомом Свифт. Алекс Хоппер из American Songwriter назвал альбом «удивительно вневременным», отметив, что он звучит так же свежо, как и в 2014 году, несмотря на элементы ретро. В менее благоприятной рецензии Адам Уайт из The Independent назвал перезапись «уменьшенной» поп-классикой, отметив технические улучшения вокала Свифт, отказавшейся от грубого «напряжения» в её вокале 2014 года, и отсутствие Мартина в качестве продюсера, из-за которого ранее созданные им треки звучат «сдутыми», но заключил, что эти проблемы не влияют на «неприкасаемое величие» альбома. В журнале Pitchfork Шаад Д’Суза отметил, что альбом является «художественно менее значимым» в каталоге Свифт, но «дико долговечным», а треки из хранилища добавляют ему «глубину и контекст».

## Награды и номинации
| Организация  | Год  | Категория                       | Резултат  | Ссылка |
| ------------ | ---- | ------------------------------- | --------- | ------ |
| Gaffa Awards | 2024 | International Album of the Year | Номинация | [ 71 ] |
| Juno Awards  | 2024 | International Album of the Year | Номинация | [ 72 ] |

## Коммерческий успех
1989 (Taylor’s Version) стал самым успешным перезаписанным альбомом Тейлор Свифт, а она продлила свой рекорд как первый и единственный исполнитель, у которого семь альбомов стали самыми продаваемыми альбомами соответствующих лет в США. Альбом в 2023 году собрал наибольшее количество стрим-потоков за один день для альбома на Spotify и стал вторым по величине потоков для альбома за всю историю (уступая лишь альбому самой Свифт Midnights, 2022), собрав 176 млн потоков по всему миру; Свифт также побила свой собственный рекорд по количеству потоков на Spotify для одного исполнителя за день, получив более 260 млн потоков по всей своей дискографии. Однако 1989 (Taylor’s Version) обогнал Midnights на Amazon Music и стал самым продаваемым по стрим-потокам альбомом в мире за один день.
В США в день релиза было продано 250 000 копий 1989 (Taylor’s Version), что сразу же стало третьей по величине неделей продаж в 2023 году, а на третий день его продажи достигли 550 000 альбомных эквивалентных единиц, включая 370 000 продаж альбома и более 220 млн потоков по требованию, что стало второй по величине неделей продаж в 2023 году после недели продаж другого альбома Свифт Speak Now (Taylor’s Version). Показатели 1989 (Taylor’s Version) на пятый день продаж превысили миллион проданных копий, став рекордным шестым альбомом, преодолевшим эту отметку за одну неделю, и самым продаваемым альбомом 2023 года. На шестой день альбом побил рекорд продаж на виниле с 1991 года (580 000 LP за шесть дней. В Великобритании за первые три дня отслеживания продаж альбом набрал 148 000 экземпляров, что больше, чем все остальные альбомы Топ-40 вместе взятые.
В США альбом дебютировал на первом месте Billboard 200 11 ноября 2023 года с крупнейшей неделей продаж за последние восемь лет (после 25 Адели в 2015 году). Тираж составил 1,653 млн альбомных эквивалентов, в том числе 1,359 млн продаж альбома (693000 на виниле, 554000 на компакт-дисках), 288000 потоков SEA-единиц (или 375,49 млн on-demand стрим-потоков её 21 песни) и 6000 TEA-единиц. Альбом сразу стал бестселлером 2023 года (а Свифт получила 7-й бестселлер года, рекорд), имел крупнейший в XXI веке тираж на виниле. Суммарно, это её 13-й чарттоппер, рекорд для женщин с 1956 года и уступает только The Beatles (19) и Jay-Z (14). Все треки (21) вошли в Hot 100, а семь песен из альбома вошли в Топ-10, включая первые три места: № 1 — «Is It Over Now?», № 2 — «Now That We Don’t Talk» и № 3 — «Slut!». Свифт стала первой женщиной с тремя синглами № 1 и тремя альбомами № 1 за один год (последний раз такое было в 1970 году у группы Jackson 5, а рекорд принадлежит Beatles с шестью хитами № 1 из пяти альбомов № 1 в 1964 году). Свифт повторила свой рекорд по количеству одновременных дебютов на вершинах Billboard 200 и Hot 100 (5 раз) и стала первой в истории Billboard Global 200 исполнительницей, занявшей всю первую шестерку с песнями из перезаписи.
К 25 декабря альбом провёл четыре недели не подряд на первом месте хит-парада США Billboard 200. Это позволило Свифт сначала достичь показатель Элвиса Пресли в 67 суммарных недель на № 1 всех её альбомов (и уступая только группе Битлз с 137 неделями на первом месте) и затем опередить, доведя свой показатель до 69 недель.
30 декабря 2023 года альбом вернулся на первое место Top Album Sales, где учитываются только традиционные продажи и, благодаря успеху других дисков, Свифт стала первым в истории музыкантом, занявшим верхние четыре позиции с четырьмя альбомами одновременно в Топ-10 этого чарта (основан в 1991 году): № 1 (1989 TV), № 2 (Midnights), № 3 (Lover), № 4 (Speak Now TV), и ещё № 6 (Folklore) и № 10 (Fearless TV).
Тираж альбома 1989 (Taylor’s Version) к концу 2023 года превысил 2,872 млн альбомных единиц, включая 1,975 млн традиционных продаж, крупнейший показатель с 2015 года. Он также стал бестселлером на компакт-дисках (CD) с продажами 800 000 копий в 2023 году, и стал первым альбомом с продажами более 1 млн копий на виниле за один календарный год начиная с 1991 года (когда был начат подсчёт Luminate).
В январе 2024 года тираж альбомов 1989 (Taylor’s Version) и Lover превысил 2 млн традиционных копий (винил, CD, кассеты и цифровые продажи; Top Album Sales), они стали 9 и 10-м дисками Свифт с таким показателем.
Дебютировав на первом месте в UK Albums Chart, альбом разошёлся тиражом 184 000 экземпляров, из которых 62 000 — виниловые пластинки, что более чем в два раза превысило общий объём продаж оригинального альбома в первую неделю продаж и стало самым быстро продаваемым виниловым альбомом в 2023 году. 1989 (Taylor’s Version) также стал 11-м альбомом Свифт номер один в карьере в Великобритании (вторая в истории после Мадонны, 12), увеличив её рекорд среди женщин XXI века (за самый короткий период времени — 11 чарттопперов за 11 лет). В UK Singles Chart песня «Is It Over Now?» также заняла первое место (очередной чартовый золотой дубль), а «Now That We Don’t Talk» была второй и «Slut!» — пятой.
В Австралии альбом дебютировал на вершине ARIA Albums Chart, став 12-м альбомом Свифт номер один, что стало лучшей дебютной неделей в её карьере, самой большой неделей для любого альбома с 2017 года и самой большой неделей продаж виниловых пластинок в истории страны. Восемь песен из альбома одновременно вошли в топ-10 чарта ARIA Singles Chart, полностью заняв первые четыре места.
Альбом пробыл 11 недель подряд на первом месте.

## Список композиций
Источники:.
| №                   | Название                     | Автор(ы)                          | Продюсеры                                   | Длительность |
| ------------------- | ---------------------------- | --------------------------------- | ------------------------------------------- | ------------ |
| 1.                  | «Welcome to New York»        | Тейлор Свифт Райан Теддер         | Свифт Теддер Noel Zancanella                | 3:32         |
| 2.                  | «Blank Space»                | Свифт Макс Мартин Shellback       | Свифт Кристофер Роу [англ.] Sam Holland [v] | 3:51         |
| 3.                  | «Style»                      | Свифт Мартин Shellback Ali Payami | Свифт Роу                                   | 3:51         |
| 4.                  | «Out of the Woods»           | Свифт Джек Антонофф               | Свифт Антонофф                              | 3:55         |
| 5.                  | «All You Had to Do Was Stay» | Свифт Мартин                      | Свифт Роу                                   | 3:13         |
| 6.                  | «Shake It Off»               | Свифт Мартин Shellback            | Свифт Роу Holland [v]                       | 3:39         |
| 7.                  | «I Wish You Would»           | Свифт Антонофф                    | Свифт Антонофф                              | 3:27         |
| 8.                  | «Bad Blood»                  | Свифт Мартин Shellback            | Свифт Роу                                   | 3:31         |
| 9.                  | «Wildest Dreams»             | Свифт Мартин Shellback            | Свифт Кристофер Роу [англ.] Shellback       | 3:40         |
| 10.                 | «How You Get the Girl»       | Свифт Мартин Shellback            | Свифт Роу                                   | 4:07         |
| 11.                 | «This Love»                  | Свифт                             | Свифт Роу                                   | 4:10         |
| 12.                 | «I Know Places»              | Свифт Теддер                      | Свифт Теддер Zancanella                     | 3:15         |
| 13.                 | «Clean»                      | Свифт Imogen Heap                 | Свифт Heap                                  | 4:31         |
| 14.                 | «Wonderland»                 | Свифт Мартин Shellback            | Свифт Роу                                   | 4:05         |
| 15.                 | «You Are in Love»            | Свифт Антонофф                    | Свифт Антонофф                              | 4:27         |
| 16.                 | «New Romantics»              | Свифт Мартин Shellback            | Свифт Роу                                   | 3:50         |
| 17.                 | «Slut!»                      | Свифт Антонофф Patrik Berger      | Свифт Антонофф Berger                       | 3:00         |
| 18.                 | «Say Don’t Go»               | Свифт Дайан Уоррен                | Свифт Антонофф                              | 4:39         |
| 19.                 | «Now That We Don’t Talk»     | Свифт Антонофф                    | Свифт Антонофф                              | 2:26         |
| 20.                 | «Suburban Legends»           | Свифт Антонофф                    | Свифт Антонофф                              | 2:51         |
| 21.                 | «Is It Over Now?»            | Свифт Антонофф                    | Свифт Антонофф                              | 3:49         |
| Общая длительность: | Общая длительность:          | Общая длительность:               | Общая длительность:                         | 77:49        |

| №                   | Название                                  | Автор(ы)                     | Продюсеры           | Длительность |
| ------------------- | ----------------------------------------- | ---------------------------- | ------------------- | ------------ |
| 22.                 | «Bad Blood» (при участии Кендрика Ламара) | Свифт Ламар Мартин Shellback | Свифт Роу           | 3:20         |
| Общая длительность: | Общая длительность:                       | Общая длительность:          | Общая длительность: | 81:09        |

| №                   | Название               | Автор(ы)            | Продюсеры           | Длительность |
| ------------------- | ---------------------- | ------------------- | ------------------- | ------------ |
| 22.                 | «Sweeter than Fiction» | Свифт Антонофф      | Свифт Антонофф      | 3:54         |
| Общая длительность: | Общая длительность:    | Общая длительность: | Общая длительность: | 81:43        |

### Замечания
- Все треки обозначены как «Taylor’s Version»; треки 17—21 дополнительно обозначены как «From the Vault».
- «Slut!» название стилизовано в кавычках
- ↑  означает продюсера вокала.

## Чарты
| Чарт (2023)                          | Высшая позиция |
| ------------------------------------ | -------------- |
| Аргентина (CAPIF)                    | 1              |
| Австралия (ARIA)                     | 1              |
| Австрия (Ö3 Austria)                 | 1              |
| Бельгия/Фландрия (Ultratop)          | 1              |
| Бельгия/Валлония (Ultratop)          | 1              |
| Канада (Canadian Albums Chart)       | 1              |
| Хорватия (HDU)                       | 1              |
| Чехия (ČNS IFPI)                     | 2              |
| Дания (Hitlisten)                    | 1              |
| Нидерланды (Album Top 100)           | 1              |
| Финляндия (Suomen virallinen lista)  | 2              |
| Франция (SNEP)                       | 1              |
| Германия (Offizielle Top 100)        | 1              |
| Венгрия (MAHASZ)                     | 2              |
| Исландия (Plötutíðindi)              | 2              |
| Ирландия (Irish Albums Chart)        | 1              |
| Италия (FIMI)                        | 1              |
| Япония (Oricon)                      | 11             |
| Япония (Combined Albums (Oricon)     | 13             |
| Япония (Hot Albums, Billboard Japan) | 12             |
| Литва (AGATA)                        | 2              |
| Новая Зеландия (RMNZ)                | 1              |
| Норвегия (VG-lista)                  | 1              |
| Португалия (AFP)                     | 1              |
| Шотландия (Scottish Albums Chart)    | 1              |
| Словакия (ČNS IFPI)                  | 2              |
| Испания (PROMUSICAE)                 | 1              |
| Швеция (Sverigetopplistan)           | 1              |
| Великобритания (UK Albums Chart)     | 1              |
| США (Billboard 200)                  | 1              |

| Чарт (2023)                    | Позиция |
| ------------------------------ | ------- |
| Австралия (ARIA)               | 1       |
| Австрия (Ö3 Austria)           | 4       |
| Бельгия (Ultratop Flanders)    | 7       |
| Бельгия (Ultratop Wallonia)    | 54      |
| Дания (Hitlisten)              | 71      |
| Нидерланды (Album Top 100)     | 7       |
| Франция (SNEP)                 | 40      |
| Германия (Offizielle Top 100)  | 5       |
| Италия (FIMI)                  | 55      |
| Новая Зеландия (RMNZ)          | 6       |
| Португалия (AFP)               | 1       |
| Великобритания UK Albums (OCC) | 3       |

| Чарт (2024)                     | Позиция |
| ------------------------------- | ------- |
| Австралия (ARIA)                | 5       |
| Австрия (Ö3 Austria)            | 5       |
| Бельгия (Ultratop Flanders)     | 9       |
| Бельгия (Ultratop Wallonia)     | 92      |
| Канада (Billboard)              | 4       |
| Хорватия (HDU)                  | 11      |
| Дания (Hitlisten)               | 60      |
| Нидерланды (Album Top 100)      | 30      |
| Франция (SNEP)                  | 45      |
| Германия (Offizielle Top 100)   | 8       |
| Мир (Global Albums, IFPI)       | 14      |
| Новая Зеландия (RMNZ)           | 8       |
| Испания (PROMUSICAE)            | 28      |
| Португалия (AFP)                | 9       |
| Великобритания (UK Albums, OCC) | 15      |
| США Billboard 200               | 2       |

## Сертификации
| Регион                                                                      | Сертификация  | Продажи |
| --------------------------------------------------------------------------- | ------------- | ------- |
| Австралия (ARIA)                                                            | 2× Платиновый | 140 000 |
| Австрия (IFPI Austria)                                                      | Золотой       | 7500    |
| Бразилия (ABPD)                                                             | Бриллиантовый | 160 000 |
| Канада (Music Canada)                                                       | 3× Платиновый | 240 000 |
| Дания (IFPI Danmark)                                                        | Платиновый    | 20 000  |
| Франция (SNEP)                                                              | Платиновый    | 100 000 |
| Германия (BVMI)                                                             | Золотой       | 75 000  |
| Италия (FIMI)                                                               | Платиновый    | 50 000  |
| Новая Зеландия (RMNZ)                                                       | 2× Платиновый | 30 000  |
| Польша (ZPAV)                                                               | Платиновый    | 20 000  |
| Португалия (AFP)                                                            | Платиновый    | 7000    |
| Испания (PROMUSICAE)                                                        | Платиновый    | 40 000  |
| Великобритания (BPI)                                                        | Платиновый    | 300 000 |
| Данные о продажах + прослушиваниях приведены только на основе сертификации. |               |         |

## История выхода
| Регион | Дата            | Формат                          | Издание     | Лейбл    | Ссылка  |
| ------ | --------------- | ------------------------------- | ----------- | -------- | ------- |
| Мир    | 27 октября 2023 | кассета CD Цифровые загрузки LP | Стандартное | Republic | [ 166 ] |
| Мир    | 27 октября 2023 | CD                              | Делюксовое  | Republic | [ 167 ] |

### Комментарии
1. ↑  Физические делюкс-издания, не включающие перезаписанный ремикс «Bad Blood» с участием Кендрика Ламара, имеют подзаголовки «Crystal Skies Blue», «Rose Garden Pink», «Aquamarine Green» и «Sunrise Boulevard Yellow». Эксклюзивная пластинка для магазина Target имеет подзаголовок «Tangerine Edition»[50]
2. ↑  Альбом 1989 (Taylor’s Version) стал 7-м самым продаваемым альбом года в США[англ.], после Fearless (самый продаваемый альбом 2009 года), 1989 (2014), Reputation (2017), Lover (2019), folklore (2020), Midnights (2022)[73].
3. ↑  В целом, альбом 1989 (Taylor’s Version) стал знаковым 13-м альбомом Тейлор («13» — любимое число Свифт), занявшим первое место в чартах США, после Fearless (2008), Speak Now (2012), Red (2012), 1989 (2014), Reputation (2017), Lover (2019), folklore (2020), evermore (2020), Fearless (Taylor’s Version) (2021), Red (Taylor’s Version) (2021), Midnights (2022) и Speak Now (Taylor’s Version) (2023)[80].
4. ↑  В целом, альбом 1989 (Taylor’s Version) стал 11-м альбомом Тейлор, занявшим первое место в чартах Великобритании, после Red (2012), 1989 (2014), Reputation (2017), Lover (2019), folklore (2020), evermore (2020), Fearless (Taylor’s Version) (2021), Red (Taylor’s Version) (2021), Midnights (2022) и Speak Now (Taylor’s Version) (2023)[89].
5. ↑  Чарт ARIA Charts появился в 1988 году, к тому времени продажи виниловых альбомов были в значительной степени вытеснены продажами компакт-дисков и кассет.